# Ареа П.И.П. (Козенца)
Ареа П.И.П. је насеље у Италији у округу Козенца, региону Калабрија.
Према процени из 2011. у насељу је живело 2 становника. Насеље се налази на надморској висини од 804 м.